# El Vellón
El Vellón è un comune spagnolo di 1 103 abitanti situato nella comunità autonoma di Madrid.